# Žirje
Žirje er en ø i Adriaterhavet ved kysten af Kroatien. Den ligger i øgruppen ud for byen Šibenik, omkring 22 km sydvest for byen. Det gør den til den af de beboede øer i øgruppen, som ligger længst fra fastlandet. Øen består af to kalkstensrygge med en frodig dal imellem. Den har et areal på 15,06 km² og et folketal på 152 (2021). Folketallet har minsket stærkt de seneste årtier (720 indbyggere i 1953, og 207 i 1981).
Den eneste landsby på øen hedder også Žirje. Vegetationen på øen er hovedsagelig kratskov.
Vigtigste erhverv på øen er landbrug (vindruer, oliven, blommer, figen og kirsebær) og fiskeri. Havet rundt om Žirje er rig på fisk.
I 1100- og 1200-tallet var øen omkranset af mure og befæstninger og restene av en bysantinsk fæstning fra 500-tallet findes på øen.